# Кубок Імператора Японії з футболу
Кубок Імператора Японії з футболу — найдавніший футбольний клубний турнір в Японії, який проводиться під егідою Асоціації футболу Японії. Переможець змагання представляє країну у Лізі чемпіонів АФК.

## Історія
Кубок Імператора є одним із двох відомих у світі національних турнірів імені монарха (після Копа Дель Рей). 
Турнір виник у далекому 1921 році та існував набагато раніше до створення японської Джей-ліги. До Другої світової війни у турнірі брали участь також команди з Кореї, Тайваню та інколи Маньчжурії.
Переможець турніру отримує дозвіл носити емблему Ятагарасу (зазвичай переможець носить літеру Е та фіолетову лінію над пташкою; а переможець одночасно Кубка та Джей-ліги може носити золоту зірку на лінію над пташкою).
З моменту створення Джей-ліги у 1992 році у турнірі домінували професійні команди. Останнім переможцем, який не змагався у системі японських футбольних ліг був Університет Васеда у 1966 році.
З 1969 до 2014 року фінальний матч Кубка Імператора проводили 1 січня на Токійському національному стадіоні в Токіо і він вважався традиційним закриттям футбольного сезону.
Оригінальний трофей для вручення переможцю Кубка був виготовлений у 1917 році на замовлення Асоціації футболу Японії. Він використовувався аж до 1945 року, коли військовий уряд Японії його конфіскував і переплавив, забезпечивши додатковий метал для військових потреб країни. Після відновлення турніру переможець отримував нинішній трофей, який мав вигляд Емблема Імператора Японії (жовтої хризантеми).

## Формат
У кубку змагаються команди Асоціації футболу Японії від Джей-ліги 1 та Джей-ліги 2 до команд із JFL (юніорської футбольної ліги), регіональних ліг, а також команд коледжів і середніх шкіл зі всієї країни.
Розіграш кубка проводиться за системою плей-оф. Переможець пари визначається за підсумками одного матчу, який проводиться на полі команди, що визначається жеребкуванням. 
У першому раунді змагаються команди із Джей-ліги 2, 47 переможців кубків префектур Японії, переможець торішнього чемпіонату серед університетів Японії; з другого раунду до учаксників долучаються команди з Джей-ліги 1, а з четвертого раунду - команди, які представляють цього року країну у Лізі чемпіонів АФК. Фінальний матч проводиться на Токійському національному стадіоні.

## Фінали
| Сезон   | Переможець                                             | Рахунок                                                | Фіналіст                                               |
| ------- | ------------------------------------------------------ | ------------------------------------------------------ | ------------------------------------------------------ |
| 1921    | Токіо Шикуї-дан                                        | 1–0                                                    | Мікаґе Шикуї-дан (Кобе)                                |
| 1922    | Нагоя Шикуї-дан                                        | 1–0                                                    | Хіросімський університет                               |
| 1923    | Астра (Токіо)                                          | 2–1                                                    | Нагоя Шикуї-дан                                        |
| 1924    | Ріджо Шикуї (Хіросіма)                                 | 1–0                                                    | Ол Мікаґе Шинан (Кобе)                                 |
| 1925    | Ріджо Шикуї (Хіросіма)                                 | 3–0                                                    | Імператорський університет Токіо                       |
| 1926    | Скасований у зв'язку зі смертю Імператора Тайсьо       | Скасований у зв'язку зі смертю Імператора Тайсьо       | Скасований у зв'язку зі смертю Імператора Тайсьо       |
| 1927    | Кобе-Ічі (молодіжний клуб старшої школи)               | 2–0                                                    | Ріджо Шикуї (Хіросіма)                                 |
| 1928    | Університет Васеда                                     | 6–1                                                    | Імператорський університет Кіото                       |
| 1929    | Квангаку                                               | 3–0                                                    | Університет Хосей                                      |
| 1930    | Квангаку                                               | 3–0                                                    | Університет Кейо                                       |
| 1931    | Імператорський університет Токіо                       | 3–0                                                    | Кобун (молодіжний клуб старшої школи) (Тайвань)        |
| 1932    | Університет Кейо                                       | 5–1                                                    | Йосіно (Айті)                                          |
| 1933    | Токіо Олд Бойс                                         | 4–1                                                    | Сендай                                                 |
| 1934    | Скасований через далекосхідні ігри чемпіонату у Манілі | Скасований через далекосхідні ігри чемпіонату у Манілі | Скасований через далекосхідні ігри чемпіонату у Манілі |
| 1935    | Кьонсон                                                | 6–1                                                    | Університет Токіо Бунрі                                |
| 1936    | Університет Кейо                                       | 3–2                                                    | Босун Коледж (Сеул)                                    |
| 1937    | Університет Кейо                                       | 3–0                                                    | Університет комерції Кобе                              |
| 1938    | Університет Васеда                                     | 4–1                                                    | Університет Кейо                                       |
| 1939    | Університет Кейо                                       | 3–2 дч                                                 | Університет Васеда                                     |
| 1940    | Університет Кейо                                       | 1–0                                                    | Університет Васеда                                     |
| 1941-45 | Призупений під час Другої світової війни               | Призупений під час Другої світової війни               | Призупений під час Другої світової війни               |
| 1946    | Токійський університет                                 | 3–2                                                    | Університет економіки Кобе                             |
| 1947-48 | Скасований у зв'язку з післявоєнними безладами         | Скасований у зв'язку з післявоєнними безладами         | Скасований у зв'язку з післявоєнними безладами         |
| 1949    | Токійський університет                                 | 3–2                                                    | Квангаку                                               |
| 1950    | Квангаку                                               | 6–1                                                    | Університет Кейо                                       |
| 1951    | Університет Кейо                                       | 3–2 дч                                                 | Осака                                                  |
| 1952    | Університет Кейо                                       | 6–2                                                    | Осака                                                  |
| 1953    | Квангаку                                               | 5–4 дч                                                 | Осака                                                  |
| 1954    | Університет Кейо                                       | 5–3 дч                                                 | Тойо Індастріес                                        |
| 1955    | Квангаку                                               | 4–2                                                    | Університет Чуо                                        |
| 1956    | Університет Кейо                                       | 4–2                                                    | Явата Стіл                                             |
| 1957    | Університет Чуо                                        | 1–0                                                    | Тойо Індастріес                                        |
| 1958    | Квангаку                                               | 1–0                                                    | Явата Стіл                                             |
| 1959    | Квангаку                                               | 1–0                                                    | Університет Чуо                                        |
| 1960    | Фурукава Електрик                                      | 4–0                                                    | Університет Кейо                                       |
| 1961    | Фурукава Електрик                                      | 3–2                                                    | Університет Чуо                                        |
| 1962    | Університет Чуо                                        | 2–1                                                    | Фурукава Електрик                                      |
| 1963    | Університет Васеда                                     | 2–1                                                    | Hitachi Ltd.                                           |
| 1964    | Явата Стіл & Фурукава Електрик (спільний титул)        | 0–0 дч                                                 |                                                        |
| 1965    | Тойо Індастріес                                        | 3–2                                                    | Явата Стіл                                             |
| 1966    | Університет Васеда                                     | 3–2 дч                                                 | Тойо Індастріес                                        |
| 1967    | Тойо Індастріес                                        | 1–0                                                    | Міцубіши Хеві Індастріес                               |
| 1968    | Янмар Дизель                                           | 1–0                                                    | Міцубіши Хеві Індастріес                               |
| 1969    | Тойо Індастріес                                        | 4–1                                                    | Університет Ріккіо                                     |
| 1970    | Янмар Дизель                                           | 2–1 дч                                                 | Тойо Індастріес                                        |
| 1971    | Міцубіши Хеві Індастріес                               | 3–1                                                    | Янмар Дизель                                           |
| 1972    | Hitachi Ltd.                                           | 2–1                                                    | Янмар Дизель                                           |
| 1973    | Міцубіши Хеві Індастріес                               | 2–1                                                    | Hitachi Ltd.                                           |
| 1974    | Янмар Дизель                                           | 2–1                                                    | Ейдай Індастріес                                       |
| 1975    | Hitachi Ltd.                                           | 2–0                                                    | Фуджіта Індастріес                                     |
| 1976    | Фурукава Електрик                                      | 4–1                                                    | Янмар Дизель                                           |
| 1977    | Фуджіта Індастріес                                     | 4–1                                                    | Янмар Дизель                                           |
| 1978    | Міцубіши Хеві Індастріес                               | 1–0                                                    | Тойо Індастріес                                        |
| 1979    | Фуджіта Індастріес                                     | 2–1                                                    | Міцубіши Хеві Індастріес                               |
| 1980    | Міцубіши Хеві Індастріес                               | 1–0                                                    | Танабе Фармацеутікал                                   |
| 1981    | НКК                                                    | 2–0                                                    | Йоміурі                                                |
| 1982    | Ямаха Моторс Компані                                   | 1–0 дч                                                 | Фуджіта Індастріес                                     |
| 1983    | Ніссан Моторс Компані                                  | 2–0                                                    | Янмар Дизель                                           |
| 1984    | Йоміурі                                                | 2–0                                                    | Фурукава Електрик                                      |
| 1985    | Ніссан Моторс Компані                                  | 2–0                                                    | Фуджіта Індастріес                                     |
| 1986    | Йоміурі                                                | 2–1                                                    | НКК                                                    |
| 1987    | Йоміурі                                                | 2–0                                                    | Мазда СК                                               |
| 1988    | Ніссан Моторс Компані                                  | 3–2 дч                                                 | Фуджіта Індастріес                                     |
| 1989    | Ніссан Моторс Компані                                  | 3–2                                                    | Ямаха Моторс Компані                                   |
| 1990    | Мацутіта Електрік Індастріел                           | 0–0 дч пен. 4–3                                        | Ніссан Моторс Компані                                  |
| 1991    | Ніссан Моторс Компані                                  | 4–2 дч                                                 | Йоміурі                                                |
| 1992    | Йокогама Ф. Марінос                                    | 2–1 дч                                                 | Верді Кавасакі                                         |
| 1993    | Йокогама Флюгелс                                       | 6–2 дч                                                 | Касіма Антлерс                                         |
| 1994    | Бельмаре Хірацука                                      | 2–0                                                    | Сересо Осака                                           |
| 1995    | Нагоя Грампус                                          | 3–0                                                    | Санфрече Хіросіма                                      |
| 1996    | Верді Кавасакі                                         | 3–0                                                    | Санфрече Хіросіма                                      |
| 1997    | Касіма Антлерс                                         | 3–0                                                    | Йокогама Флюгелс                                       |
| 1998    | Йокогама Флюгелс                                       | 2–1                                                    | Сімідзу С-Палс                                         |
| 1999    | Нагоя Грампус                                          | 2–0                                                    | Санфрече Хіросіма                                      |
| 2000    | Касіма Антлерс                                         | 3–2 дч                                                 | Сімідзу С-Палс                                         |
| 2001    | Сімідзу С-Палс                                         | 3–2 дч                                                 | Сересо Осака                                           |
| 2002    | Кіото Перпл Санга                                      | 2–1                                                    | Касіма Антлерс                                         |
| 2003    | Джубіло Івата                                          | 1–0                                                    | Сересо Осака                                           |
| 2004    | Токіо Верді 1969                                       | 2–1                                                    | Джубіло Івата                                          |
| 2005    | Урава Ред Даймондс                                     | 2–1                                                    | Сімідзу С-Палс                                         |
| 2006    | Урава Ред Даймондс                                     | 1–0                                                    | Гамба Осака                                            |
| 2007    | Касіма Антлерс                                         | 2–0                                                    | Санфрече Хіросіма                                      |
| 2008    | Гамба Осака                                            | 1–0 дч                                                 | Касіва Рейсол                                          |
| 2009    | Гамба Осака                                            | 4–1                                                    | Нагоя Грампус                                          |
| 2010    | Касіма Антлерс                                         | 2–1                                                    | Сімідзу С-Палс                                         |
| 2011    | Токіо                                                  | 4–2                                                    | Кіото Санга                                            |
| 2012    | Касіва Рейсол                                          | 1–0                                                    | Гамба Осака                                            |
| 2013    | Йокогама Ф. Марінос                                    | 2–0                                                    | Санфрече Хіросіма                                      |
| 2014    | Гамба Осака                                            | 3–1                                                    | Монтедіо Ямагата                                       |
| 2015    | Гамба Осака                                            | 2–1                                                    | Урава Ред Даймондс                                     |
| 2016    | Касіма Антлерс                                         | 2–1 дч                                                 | Кавасакі Фронтале                                      |
| 2017    | Сересо Осака                                           | 2–1 дч                                                 | Йокогама Ф. Марінос                                    |
| 2018    | Урава Ред Даймондс                                     | 1–0                                                    | Вегалта Сендай                                         |
| 2019    | Віссел Кобе                                            | 2–0                                                    | Касіма Антлерс                                         |
| 2020    | Кавасакі Фронтале                                      | 1–0                                                    | Гамба Осака                                            |
| 2021    | Урава Ред Даймондс                                     | 2–1                                                    | Ойта Трініта                                           |
| 2022    | Ванфоре Кофу                                           | 1–1 дч пен. 5–4                                        | Санфречче Хіросіма                                     |
| 2023    | Кавасакі Фронтале                                      | 1–1 дч пен. 8–7                                        | Касіва Рейсол                                          |
| 2024    | Віссел Кобе                                            | 1–0                                                    | Ґамба Осака                                            |

## Титули за клубами
| Команда                                  | Перемоги | Фінали |
| ---------------------------------------- | -------- | ------ |
| Університет Кейо                         | 9        | 4      |
| Йокогама Ф. Марінос                      | 7        | 2      |
| Університет Квансей Гакуїн               | 7        | 1      |
| Урава Ред Даймондс                       | 8        | 4      |
| Токіо Верді                              | 5        | 3      |
| Касіма Антлерс                           | 5        | 3      |
| Сересо Осака                             | 4        | 8      |
| Гамба Осака                              | 4        | 3      |
| ДЖЕФ Юнайтед Ітіхара Тіба                | 4        | 2      |
| Університет Васеда                       | 4        | 2      |
| Санфрече Хіросіма                        | 3        | 12     |
| Токійський університет                   | 3        | 1      |
| Сьонан Бельмаре                          | 3        | 4      |
| Касіва Рейсол                            | 3        | 4      |
| Університет Чуо                          | 2        | 3      |
| Джубіло Івата                            | 2        | 2      |
| Нагоя Грампус                            | 2        | 1      |
| Йокогама Флюгелс                         | 2        | 1      |
| Ріджо Шикуї                              | 2        | 1      |
| Кавасакі Фронтале                        | 2        | 0      |
| Віссел Кобе                              | 2        | 0      |
| Сімідзу С-Палс                           | 1        | 4      |
| Явата Стіл                               | 1        | 3      |
| НКК                                      | 1        | 1      |
| Нагоя Шикуї-дан                          | 1        | 1      |
| Кіото Санга                              | 1        | 1      |
| Токіо                                    | 1        | 0      |
| Астра (Токіо)                            | 1        | 0      |
| Кобе-Ічі (молодіжний клуб старшої школи) | 1        | 0      |
| Кьонсон                                  | 1        | 0      |
| Токіо Шикуї-дан                          | 1        | 0      |
| Токіо Олд Бойс                           | 1        | 0      |
| Ванфоре Кофу                             | 1        | 0      |
| Осака                                    | 0        | 3      |
| Мікаґе Шикуї-дан                         | 0        | 2      |
| Університет Кобе                         | 0        | 2      |
| Ейдай Індастріес                         | 0        | 1      |
| Хіросімський університет                 | 0        | 1      |
| Університет Хосей                        | 0        | 1      |
| Кобун (молодіжний клуб старшої школи)    | 0        | 1      |
| Корейський університет                   | 0        | 1      |
| Кіотський університет                    | 0        | 1      |
| Університет Ріккіо                       | 0        | 1      |
| Сендай                                   | 0        | 1      |
| Танабе Фармацеутікал                     | 0        | 1      |
| Університет Токіо Бунрі                  | 0        | 1      |
| Цукубський університет                   | 0        | 1      |
| Йосіно                                   | 0        | 1      |
| Монтедіо Ямагата                         | 0        | 1      |
| Кавасакі Фронтале                        | 0        | 1      |
| Вегалта Сендай                           | 0        | 1      |
| Ойта Трініта                             | 0        | 1      |